# Peg o’ My Heart
Peg o' My Heart ist ein 1913 von Alfred Bryan (Text) und Fred Fisher (Musik) für das Broadway-Musical Ziegfeld Follies of 1913 geschriebener Song, der 1947 als Instrumentalstück weltweit bekannt wurde.

## Original und erste Coverversionen

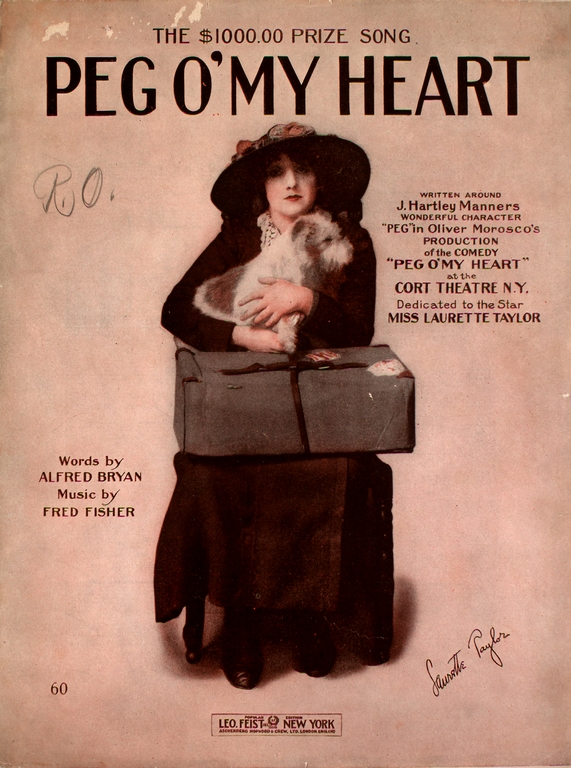
Peg o' My Heart – Notenblatt (1913)

Das Original von Peg o' My Heart entstand für das Broadway-Musical Ziegfeld Follies of 1913, das im New Yorker New Amsterdam Theatre lief. Von den am 15. März 1913 veröffentlichten Notenblättern des Liedes wurden eine Million Exemplare verkauft. Das Musical begann am 16. Juni 1913 und lief mit 108 Aufführungen bis zum 6. September 1913. Im Musical trug die Sängerin Jose Collins das Lied vor. Die erste kommerzielle Tonaufnahme entstand am 24. Juli 1913 von Tenor Charles Harrison (Victor Records 17412), dessen Single am 12. Dezember 1913 zum Nummer-eins-Hit aufstieg. Es folgten noch 1913 der Cellist Rosario Bourdon (Victor 17492B, 4. November 1913), die Victor Military Band (Victor 17465; 6. November 1913), Tenor Henry Burr (Columbia Records 1404; 1. August 1913, Rang 2) und Walter Van Brunt (Edison Blue Amberol 2036, September 1913,  Rang 7). Bereits diese Versionen verkauften sich insgesamt zwei Millionen Mal.

## Cover der Harmony Cats

### Entstehungsgeschichte

Harmonicats – Peg o' My Heart (1947)

The Three Suns – Peg o' my Heart (1947)

Das Mundharmonika-Trio The Harmonicats arbeitete seit Dezember 1946 am eigenen Arrangement in der Besetzung Jerry Murad, Domnick Leshinski und Al Fiore. Die drei Musiker spielten eine chromatische Leadharmonika, Akkordharmonika und eine Bassharmonika. Im Februar 1947 ging die Gruppe zum Musikproduzenten Bill Putnam, um in dessen Universal Recording Studios einige Songs aufzunehmen. Sie konnten sich jedoch die Studiokosten von 108 Dollar für eine 3-stündige und vier Titel umfassende Aufnahmesession nicht leisten. Die Tonaufnahmen fanden im März 1947 in den Universal Recording Studios in Chicago statt. Die vorgesehene A-Seite Peg o' My Heart wurde in 20 Minuten fertiggestellt.
Der Song gilt als erste Tonaufnahme mit künstlichem Hall, erzeugt von einer als Echokammer genutzten gekachelten Herrentoilette. Bill Putnam gilt als der kommerzielle Erfinder der Echokammer. Ein Lautsprecher übertrug die fertige Aufnahme in die gekachelte Toilette, in der ein Mikrofon den Halleffekt in den Kontrollraum zurück übertrug und dort erneut aufgenommen wurde. Dieser Halleffekt wurde in die Studioaufnahme integriert. Hierdurch ergab sich ein Resonanzeffekt mit übertrieben klingendem Nachhall. Der Halleffekt war so übertrieben, dass seine Künstlichkeit hörbar ist, ohne jedoch die Hörer zu stören. Putnam gestaltete eine akustische Montage und veränderte das Klangbild während der Aufnahme.

### Veröffentlichung und Erfolg
Putnam zog die Aufnahmekosten von den zu erwartenden Verkaufserlösen ab und ließ 1000 Singles von Peg o' My Heart / Fantasy Impromptu (Vitacoustic #1; B-Seite komponiert von Frédéric Chopin) von Mercury Records pressen. Die Single erschien auf dem von Putnam gerade gegründeten Label Vitacoustic Records. Das kurzlebige Label Vitacoustic wurde im März 1947 durch Putnam, Lloyd Garrett und Jack Buckley gegründet, startete mit diesem Hit, im August 1947 stieg Putnam aus, bereits im Oktober 1948 wurde es liquidiert. Über die Veröffentlichung berichtete das Billboard-Magazin in seiner Ausgabe vom 1. März 1947: „Universal Recording, ein örtliches Tonstudio von Bill Putnam, spielt mit dem Gedanken eines eigenen Plattenlabels und wird 1000 Exemplare einer Test-Single des Mundharmonika-Trios Harmonicats veröffentlichen.“ Die Plattenbesprechung erschien im Billboard am 12. April 1947.
Zur Überraschung von Putnam wurden sämtliche 1000 Exemplare der Single Peg o' My Heart nach Veröffentlichung im April 1947 innerhalb von zwei Tagen verkauft, nachdem der Radio-Discjockey Eddie Hubbard (WIND Chicago) den Song mehrfach im Radio gespielt hatte. Der DJ erhielt über 200 Anfragen, so dass die Platte über Nacht zum Hit in Chicago wurde. Bis Juni 1947 waren 175.000 Exemplare verkauft, im Juli 1947 die Grenze von einer Million Exemplaren erreicht, bis September 1947 waren insgesamt 1,4 Millionen Exemplare verkauft. In der US-Hitparade blieb Peg o' My Heart ab dem 21. Juni 1947 für acht Wochen auf dem ersten Rang.

## Weitere Coverversionen
Insgesamt gibt es mindestens 49 Coverversionen. Noch 1947 kamen vier weitere, sehr erfolgreiche Fassungen auf den Markt, nämlich Art Lund (MGM 10037, 12. Mai 1947, Rang 4), Buddy Clark (Columbia 37392; Mai 1947,  Rang 1), Clark Dennis (Capitol 346, Juni 1947, Rang 8) und The Three Suns (RCA 2272, Juni 1947, Rang 1). Dass ein Instrumentalstück im selben Jahr von drei Interpreten zum Tophit geführt wird, ist bis heute unerreicht. Das Lied geriet zu keiner Zeit in Vergessenheit, die Celtic-Punk-Band Dropkick Murphys coverte es 2011 mit Bruce Springsteen auf ihrer LP Going Out in Style.